# Distretto di Higashiazai
Il distretto di Higashiazai (東浅井郡, Higashiazai-gun?) era uno dei distretti della prefettura di Shiga, in Giappone.
Prima della soppressione, ne facevano parte i comuni di Kōhoku e Torahime. Il 1º gennaio 2010, le due municipalità sono state assorbite dalla città di Nagahama e, a partire da tale data, il distretto di Higashiazai ha cessato di esistere.